# 현대 유니버스 모바일 오피스
현대 유니버스 모바일 오피스 (영어: Hyundai Universe Mobile Office)는 대한민국 최초 양산형 오피스 버스이다.

## 상세
2022년 12월 19일에 출시했다. 유니버스 모바일 오피스는 현대자동차의 유니버스를 사무 공간으로 재탄생시킨 차량이다. 내부는 곡면과 직선의 조화로 개방감을 극대화하고 줄이 없는 코드리스 블라인드, 밝은 색상의 강화 마루 등으로 고급스러우면서 실용적인 디자인 요소를 더했다.
유니버스 모바일 오피스는 개인업무 공간, 그룹 협업 공간, 수납공간 등으로 구성된다. 개인 업무 공간은 프리미엄 리클라이닝 시트, 개별 엔터테인먼트 시스템, 무선충전패드, 업무용 사이드 테이블, 개인 수납공간 등을 탑재했으며, 그룹 협업 공간은 영상회의 시스템, 접이식 회의 테이블, 소파 시트 등을 배치했다. 수납공간은 사용자의 니즈를 최대한 반영하기 위해 맞춤형으로도 제작된다.
유니버스 모바일 오피스는 기본형(10인승), 다인원 승차형(13인승), 그룹 협업 공간을 전면으로 이동시킨 업무 공간 확대형(13인승) 등 다양한 용도로 활용될 수 있도록 구성됐다.

## 같이 보기
- 현대 유니버스
- 현대자동차